# هنري ميلر بوميروي
هنري ميلر بوميروي (بالإنجليزية: Henry Pomeroy Miller)‏ (و. 1884 – 1946 م) هو سياسي من الولايات المتحدة الأمريكية .
وهو عضو في الحزب الديمقراطي الأمريكي .

## التعليم
تعلم في جامعة شيكاغو.